# Robert Needham (1er vicomte Kilmorey)
Pour l’article homonyme, voir Robert Needham (2e vicomte Kilmorey).
Robert Needham, 1er vicomte Kilmorey (1565 - 1631) est un homme politique anglais et pair dans la pairie d'Irlande.

## Biographie
Il est le fils aîné de Robert Needham de Shavington Hall à Adderley, dans le Shropshire, fait ses études à la Shrewsbury School (1577) et au St John's College de Cambridge (1582) et est formé au droit à l'Inner Temple en 1583. Il sert en Irlande et est fait chevalier par le Lord adjoint d'Irlande en 1594. Il succède à son père en 1603, héritant de Shavington Hall.
Il est nommé juge de paix du Shropshire en 1596, lieutenant adjoint du comté en 1600 et haut shérif du Shropshire en 1606-1607. Il est membre du Conseil des Marches du Pays de Galles en 1609 et vice-président du Conseil en 1614. Il est député au Parlement d'Angleterre pour le Shropshire en 1593 et 1604. Il est créé vicomte Kilmorey en 1625.
Il meurt en 1631 et est enterré à Adderley. Il est remplacé par son fils aîné, Robert.

## Famille
Le vicomte Kilmorey s'est marié quatre fois :
- Il épouse Jane Lacy, fille de John Lacy, vers le 10 août 1586[2]. Ils ont un fils Robert [3].
- Il épouse, en secondes noces, Anne Doyley avant le 14 octobre 1594[2]
- Il épouse, en troisième noces, Catherine Robinson, fille de John Robinson[2].
- Il épouse en quatrième noces 1629/31 Dorothy, deux fois veuve, fille d'Ambrose Smith de Cheapside[4] [2].